# Landtag Schwarzburg-Rudolstadt (1893–1896)
Dieser Artikel behandelt den Landtag Schwarzburg-Rudolstadt 1893–1896.

## Landtag
Die Landtagswahl fand am 12. Oktober 1893 statt.
Als Abgeordnete wurden gewählt:
| Name                                        | Partei      | Wohnort       | Kurie             | Wahlkreis                        | Anmerkung                                                                                      |
| ------------------------------------------- | ----------- | ------------- | ----------------- | -------------------------------- | ---------------------------------------------------------------------------------------------- |
| Johann Christian Karl Apel                  | SPD         | Frankenhausen | Allgemeine Wahlen | Frankenhausen I                  |                                                                                                |
| Johann Friedrich Maximilian Hermann Bähring |             | Blankenburg   | Allgemeine Wahlen | Blankenburg                      |                                                                                                |
| Paul Hugo Adolf Hermann von Bamberg         | freis.      | Stadtilm      | Allgemeine Wahlen | Ilm                              |                                                                                                |
| Johann Carl Wilhelm Julius Bergmann         |             | Blechhammer   | Allgemeine Wahlen | Oberweißbach                     | Ab 12. Januar 1895 für Pomplitz                                                                |
| Otto Härtel                                 | freis.      | Rudolstadt    | Höchstbesteuerte  | Landratsamtsbezirk Rudolstadt I  | Ab 12. Januar 1895 für Haueisen                                                                |
| Carl Justus Ludwig Hermann Haueisen         |             | Rudolstadt    | Höchstbesteuerte  | Landratsamtsbezirk Rudolstadt I  | Am 31. März 1894 wegen Ernennung zum Staatsanwalt ausgeschieden. Nachfolger: Härtek            |
| Caesar Carl Hertwig                         | NLP         | Katzhütte     | Allgemeine Wahlen | Katzhütte                        | Eingetreten erst am 13. Dezember 1893                                                          |
| Ludwig Karl von Holleben                    | DRP         | Rudolstadt    | Allgemeine Wahlen | Leutenberg                       |                                                                                                |
| Wilhelm Carl Robert Kämmerer                | kons. (BdL) | Ringleben     | Allgemeine Wahlen | Frankenhausen II                 |                                                                                                |
| August Viktor Krieger                       | kons. (BdL) | Großhettstedt | Höchstbesteuerte  | Landratsamtsbezirk Rudolstadt II | Ab 12. Februar 1895 für Schmidt                                                                |
| Friedrich Emil Kühn                         | freis.      | Königsee      | Allgemeine Wahlen | Königsee I                       |                                                                                                |
| Johann Hermann Liebmann                     | freis.      | Rudolstadt    | Allgemeine Wahlen | Rudolstadt II                    |                                                                                                |
| Friedrich Carl Müller                       |             | Borxleben     | Höchstbesteuerte  | Landratsamtsbezirk Frankenhausen |                                                                                                |
| Theodor Hildebert Munsche                   |             | Oberköditz    | Höchstbesteuerte  | Landratsamtsbezirk Königsee      |                                                                                                |
| Paul Hugo Pomplitz                          |             | Oberweißbach  | Allgemeine Wahlen | Oberweißbach                     | Am 30. Juni 1894 wegen Ernennung zum Vorstand der Thüringer Versicherungsanstalt ausgeschieden |
| Friedrich Wilhelm Richter                   | NLP         | Rudolstadt    | Allgemeine Wahlen | Rudolstadt I                     |                                                                                                |
| Johann Ludwig Friedrich Schmidt             |             | Hengelbach    | Höchstbesteuerte  | Landratsamtsbezirk Rudolstadt II | Verstorben am 25. April 1894. Nachfolger: Krieger                                              |
| Johann Friedrich Wilhelm Steiger            |             | Schlotheim    | Allgemeine Wahlen | Schlotheim                       |                                                                                                |
| August Richard Werner                       |             | Königsee      | Allgemeine Wahlen | Königsee II                      |                                                                                                |

Der Landtag wählte unter Alterspräsident Ludwig Schmidt seinen Vorstand. Landtags-Director (Parlamentspräsident) wurde Karl von Holleben. Als Stellvertreter wurde Hermann Liebmann gewählt.
Der Landtag kam zwischen dem 5. Dezember 1893 und dem 29. Mai 1895 zu 27 öffentlichen Plenarsitzungen in einer ordentlichen und drei außerordentlichen Sitzungsperioden zusammen.